# Bugatti-Rimac

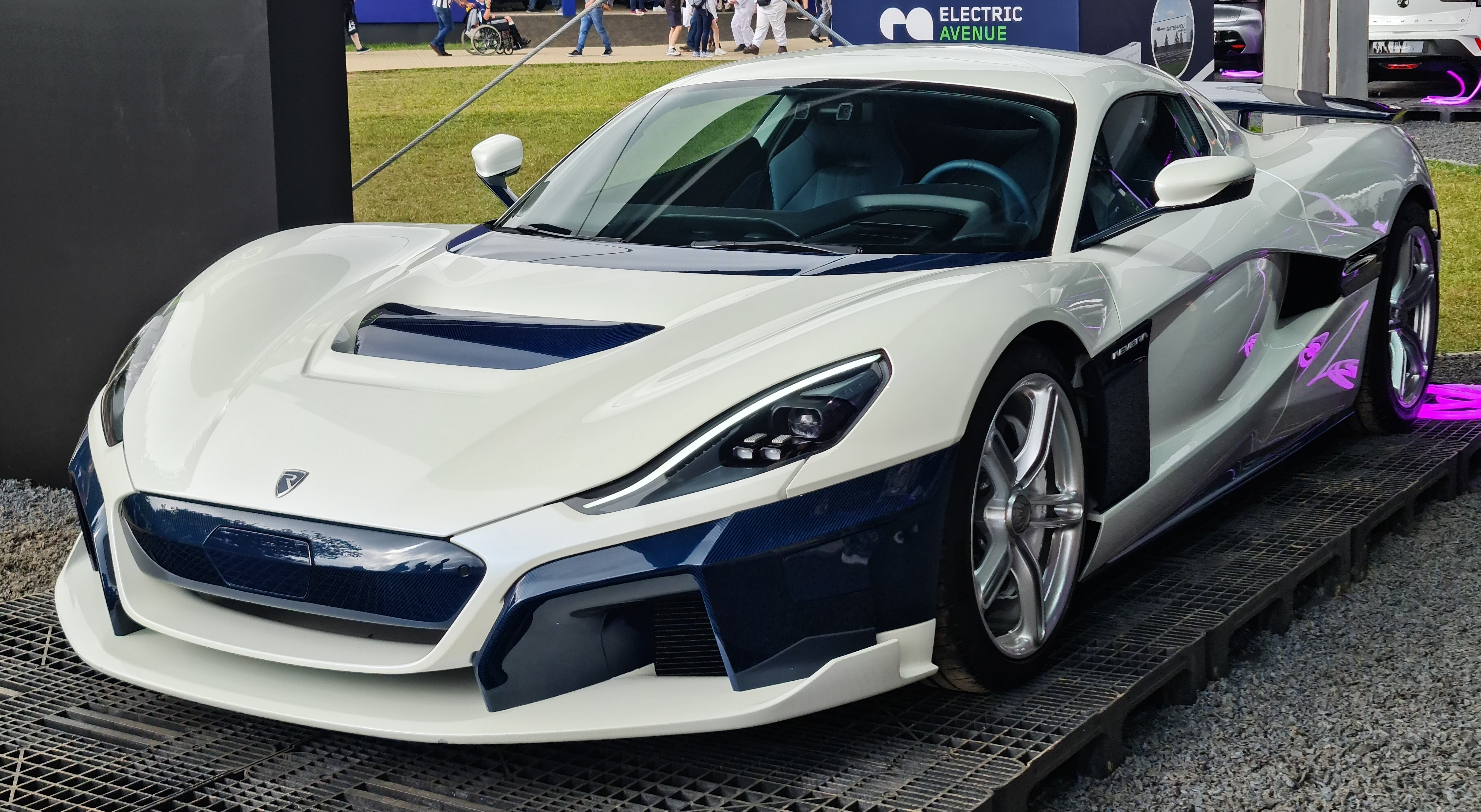
Rimac Nevera

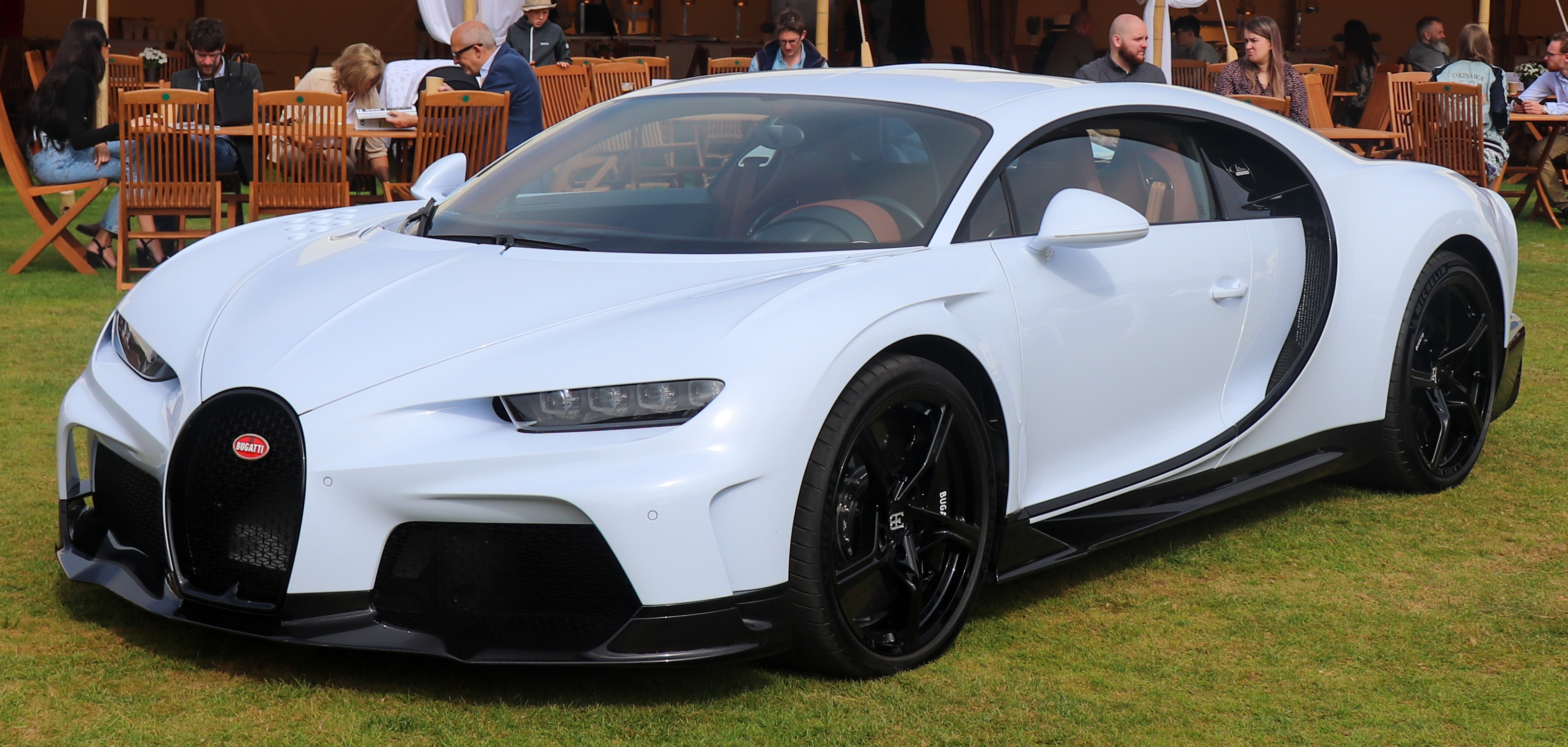
Bugatti Chiron Super Sport

Bugatti-Rimac – chorwacko-niemiecka spółka typu joint venture założona w 2021 roku przez Rimac Automobili i Porsche, z siedzibą w Kerestinecu.

## Marki joint-venture
- Bugatti Automobiles – francuski producent hipersamochodów działający od 1998 roku,
- Rimac Automobili – chorwacki producent elektrycznych hipersamochodów działający od 2009 roku.

## Historia

### Początki
Po tym, jak w 2018 roku niemieckie Porsche stało się 24-procentowym udziałowcem w chorwackim przedsiębiorstwie Rimac Automobili, we wrześniu 2020 roku dowodzący firmą Mate Rimac wyraził chęć kupienia dotychczas należącej do Volkswagen Group francuskiej firmy Bugatti specjalizującej się w produkcji supersamochodów, rozpoczynając trwające 9 miesięcy negocjacje i rozmowy. Informacje te zbiegły się z doniesieniami o chęci sprzedania niskodochodowego Bugatti przez swojego dotychczasowego właściciela, koncern Volkswagen Group.

### Powstanie
Efektem negocjacji było ogłoszenie podczas konferencji w chorwackim Dubrowniku w lipcu 2021 powstania nowej spółki typu joint venture o nazwie Bugatti-Rimac. W skład sojuszu wszedł zarówno Rimac Automobili, jak i Bugatti, z kolei strukturę własnościową utworzyła chorwacka firma posiadająca 55% akcji oraz niemieckie Porsche, które zachowało 45% pakietu akcji w joint venture. Łączna liczba zatrudnionych przez nowo powstałą spółkę wyniosła w momencie utworzenia ok. 430 osób, z czego większościowe 300 będzie znajdować się w centrali Rimaca w Chorwacji, a pozostałe 130 we francuskim Molsheim. 
Główną siedzibą Bugatti-Rimac został Rimac Campus znajdujący się we wsi Kerestinec na przedmieściach stolicy Chorwacji, Zagrzebia, której rozbudowa i otwarcie dla publiczności ma zostać zakończona w 2023 roku. Mate Rimac deklaruje, że obie firmy wchodzące w skład joint venture mają zachować odrębność i szeroką autonomię zarówno pod kątem rozwoju technologicznego pojazdów, jak i charakteru gotowych pojazdów. Sojusz ma jednocześnie uwzględniać opracowanie pierwszego w historii Bugatti modelu o elektrycznym napędzie, który zostanie zapożyczony od Rimaca.
Po ogłoszeniu powstania joint-venture, początek działalności spółki został wyznaczony na czwarty kwartał 2021 roku w związku z finalizacją zmian własnościowych i pozyskaniem wszystkich niezbędnych zgód na rozpoczęcie oficjalnej działalności. Oficjalna inauguracja istnienia Bugatti-Rimac miała miejsce 2 listopada 2021 roku, potwierdzając przedstawione wcześniej informacje na temat siedziby w Chorwacji i Mate Rimaca na stanowisku prezesa.